# Televisione in Portogallo
La televisione arrivò in Portogallo nel 1957, quando il portogallo era governato dalla dittatura di Antonio Salazar, ma, fino al 1974 i media furono sottoposti a censura.
Nel 1968 viene lanciato RTP2, nel 1972 viene lanciato RTP Madeira.
Fino al 1992 la televisione in Portogallo era monopolio dell'ente statale RTP. Infatti, nel 1992 viene lanciato SIC, e nel 1993 viene lanciato TVI. Nel 1994 arriva la televisione via cavo.
Attualmente, in Portogallo ci sono nove canali televisivi distribuiti sul digitale terrestre: RTP1, RTP2, RTP3, RTP Mémoria, RTP África (che trasmette oltre che in Portogallo anche in tutti i paesi africani di lingua portoghese) RTP internacional (che trasmette anche sul satellitare e in Italia visibile sul bouquet Sky), SIC, TVI e ARTV (canale dell'Assembleia da República), con in più, nei rispettivi arcipelaghi, RTP Madeira e RTP Açores.